# Wally Masur
Pour les articles homonymes, voir Masur.
Wally Masur, né le 13 mai 1963 à Southampton, au Royaume-Uni, est un joueur de tennis australien, professionnel de 1982 à 1995.

## Biographie

### Parcours junior
Il commence à jouer dès l'âge de huit ans. En 1980, il gagne l'épreuve de double garçons à l'Open d'Australie. En 1981, à l'âge de 18 ans, il remporte l'Open d'Australie Junior.

### Carrière professionnelle
Wally Masur devient professionnel en 1982. En 1983, il gagne son premier titre en simple sur le Circuit ATP au tournoi de Hong Kong et son premier en double à Taipei. Il atteint cette année-là les quarts de finale de l'Open d'Australie, battu à ce stade par l'Américain John McEnroe, le no 1 mondial de l'époque.
À l'Open d'Australie 1985, il obtient deux balles de match contre le futur vainqueur Stefan Edberg en huitièmes de finale.
En 1987, il remporte son second tournoi en simple à Adélaïde et atteint dans la foulée les demi-finales de l'Open d'Australie, battu une nouvelle fois par le futur vainqueur du tournoi, Stefan Edberg, après une superbe victoire en cinq sets sur le double tenant du titre à Wimbledon, Boris Becker. C'est précisément sur le gazon londonien qu'il signe l'une des plus belles victoires de sa carrière, éliminant en 1988 l'ancien triple vainqueur du tournoi John McEnroe.
Masur gagne son troisième titre en 1988, à Newport.
En 1990, il contribue largement au parcours de l'équipe d'Australie en Coupe Davis. Celle-ci atteint la finale, gagnant 5-0 au premier tour, en quarts de finale et en demi-finale. Mais Masur est tenu à l'écart de l'équipe qui affronte les États-Unis en finale par le capitaine Neale Fraser. Cette décision est très contestée au vu de l'ampleur du rôle joué par Masur dans la qualification pour la finale. Les États-Unis battent l'Australie 3-2 en finale.
En 1992, il est demi-finaliste du Masters du Canada.
1993 est certainement la meilleure année de sa carrière. Il atteint les demi-finales de l'US Open, où il est stoppé par Cédric Pioline. Il atteint également le meilleur classement de sa carrière en simple (no 15 mondial) comme en double (no 8) cette année-là. Il remporte deux titres en double à Stuttgart et Milan.
En 1995, il met un terme à sa carrière professionnelle, au cours de laquelle il a remporté 3 titres en simple et 16 en double.

### Reconversion
Après sa carrière sportive, il a notamment été entraîneur de l'équipe australienne de Coupe Davis, assurant un intérim entre Patrick Rafter et Lleyton Hewitt en 2015.

## Parcours dans les tournois duGrand Chelem

### En simple
| Année | Open d'Australie | Open d'Australie | Internationaux de France | Internationaux de France | Wimbledon       | Wimbledon     | US Open         | US Open       | Open d'Australie | Open d'Australie |
| ----- | ---------------- | ---------------- | ------------------------ | ------------------------ | --------------- | ------------- | --------------- | ------------- | ---------------- | ---------------- |
| 1981  | n.o.             | n.o.             | —                        | —                        | —               | —             | —               | —             | 1er tour (1/32)  | L. Stefanki      |
| 1982  | n.o.             | n.o.             | —                        | —                        | —               | —             | —               | —             | 1/8 de finale    | P. Cash          |
| 1983  | n.o.             | n.o.             | 2e tour (1/32)           | M. Purcell               | 2e tour (1/32)  | J. Connors    | —               | —             | 1/4 de finale    | J. McEnroe       |
| 1984  | n.o.             | n.o.             | 1er tour (1/64)          | M. Wilander              | 3e tour (1/16)  | J. McEnroe    | 1er tour (1/64) | J. Fitzgerald | 2e tour (1/32)   | K. Curren        |
| 1985  | n.o.             | n.o.             | 1er tour (1/64)          | G. Vilas                 | 2e tour (1/32)  | H. Leconte    | 1er tour (1/64) | G. Vilas      | 1/8 de finale    | S. Edberg        |
| 1986  | n.o.             | n.o.             | 1er tour (1/64)          | J. Aguilera              | 3e tour (1/16)  | J. Fitzgerald | 2e tour (1/32)  | M. Anger      | n.o.             | n.o.             |
| 1987  | 1/2 finale       | S. Edberg        | 1er tour (1/64)          | A. Krickstein            | 2e tour (1/32)  | P. Annacone   | 1er tour (1/64) | E. Sánchez    | n.o.             | n.o.             |
| 1988  | 1/8 de finale    | I. Lendl         | 1er tour (1/64)          | M. Vajda                 | 1/8 de finale   | M. Mečíř      | 2e tour (1/32)  | J. Hlasek     | n.o.             | n.o.             |
| 1989  | 3e tour (1/16)   | J. Svensson      | —                        | —                        | 3e tour (1/16)  | D. Goldie     | 2e tour (1/32)  | A. Krickstein | n.o.             | n.o.             |
| 1990  | 3e tour (1/16)   | M. Wilander      | —                        | —                        | 2e tour (1/32)  | Bo. Becker    | 1er tour (1/64) | J. Courier    | n.o.             | n.o.             |
| 1991  | 2e tour (1/32)   | M. Gustafsson    | 3e tour (1/16)           | Bo. Becker               | 2e tour (1/32)  | B. Gilbert    | 3e tour (1/16)  | E. Sánchez    | n.o.             | n.o.             |
| 1992  | 1/8 de finale    | M. Stich         | 2e tour (1/32)           | E. Sánchez               | 1/8 de finale   | M. Stich      | 3e tour (1/16)  | W. Ferreira   | n.o.             | n.o.             |
| 1993  | 1er tour (1/64)  | A. Medvedev      | 1er tour (1/64)          | R. Furlan                | 1/8 de finale   | C. Pioline    | 1/2 finale      | C. Pioline    | n.o.             | n.o.             |
| 1994  | 1er tour (1/64)  | A. Volkov        | 1er tour (1/64)          | A. Medvedev              | 2e tour (1/32)  | J. Hlasek     | 1er tour (1/64) | D. Witt       | n.o.             | n.o.             |
| 1995  | 2e tour (1/32)   | D. Prinosil      | —                        | —                        | 1er tour (1/64) | T. Carbonell  | —               | —             | n.o.             | n.o.             |

N.B. : à droite du résultat se trouve le nom de l'ultime adversaire.

### En double
| Année | Open d'Australie                                                                         | Open d'Australie                                                                       | Internationaux de France                                                                | Internationaux de France                                                           | Wimbledon                                                                         | Wimbledon                                                                      | US Open | US Open | Open d'Australie                                                                   | Open d'Australie |
| ----- | ---------------------------------------------------------------------------------------- | -------------------------------------------------------------------------------------- | --------------------------------------------------------------------------------------- | ---------------------------------------------------------------------------------- | --------------------------------------------------------------------------------- | ------------------------------------------------------------------------------ | ------- | ------- | ---------------------------------------------------------------------------------- | ---------------- |
| 1982  | n.o.                                                                                     | n.o.                                                                                   | —                                                                                       | —                                                                                  | —                                                                                 | —                                                                              | —       | —       | 2e tour (1/16) G. Whitecross \|\| style="text-align:left;" \| F. Buehning J. Kriek |                  |
| 1983  | n.o.                                                                                     | n.o.                                                                                   | —                                                                                       | —                                                                                  | —                                                                                 | —                                                                              | —       | —       | 2e tour (1/16) K. Warwick \|\| style="text-align:left;" \| P. Fleming J. McEnroe   |                  |
| 1984  | n.o.                                                                                     | n.o.                                                                                   | 2e tour (1/16) C. Lewis \|\| style="text-align:left;" \| P. Složil T. Šmíd              | 1/8 de finale B. Dyke \|\| style="text-align:left;" \| P. Doohan M. Fancutt        | 2e tour (1/16) B. Dyke \|\| style="text-align:left;" \| A. Andrews J. Sadri       | 1/4 de finale B. Dyke \|\| style="text-align:left;" \| M. Edmondson S. Stewart |         |         |                                                                                    |                  |
| 1985  | n.o.                                                                                     | n.o.                                                                                   | 1er tour (1/32) B. Dyke \|\| style="text-align:left;" \| M. Dickson T. Wilkison         | 1er tour (1/32) B. Dyke \|\| style="text-align:left;" \| M. Davis C. Dunk          | 1er tour (1/32) B. Dyke \|\| style="text-align:left;" \| A. Kohlberg R. Van't Hof | —                                                                              | —       |         |                                                                                    |                  |
| 1986  | n.o.                                                                                     | n.o.                                                                                   | 1/8 de finale B. Dyke \|\| style="text-align:left;" \| J. Kriek J. Lloyd                | 1/8 de finale B. Dyke \|\| style="text-align:left;" \| L. Warder S. Youl           | 1er tour (1/32) B. Dyke \|\| style="text-align:left;" \| S. Davis D. Pate         | n.o.                                                                           | n.o.    |         |                                                                                    |                  |
| 1987  | 1/4 de finale B. Dyke \|\| style="text-align:left;" \| S. Edberg A. Järryd               | 2e tour (1/16) K. Evernden \|\| style="text-align:left;" \| J. Bates A. Castle         | 1er tour (1/32) B. Dyke \|\| style="text-align:left;" \| B. Testerman T. Wilkison       | 2e tour (1/16) J. Fitzgerald \|\| style="text-align:left;" \| K. Flach R. Seguso   | n.o.                                                                              | n.o.                                                                           |         |         |                                                                                    |                  |
| 1988  | 1er tour (1/32) B. Dyke \|\| style="text-align:left;" \| T. Benhabiles J. Potier         | 1/2 finale M. Woodforde \|\| style="text-align:left;" \| J. Fitzgerald A. Järryd       | 1/4 de finale M. Woodforde \|\| style="text-align:left;" \| K. Flach R. Seguso          | 2e tour (1/16) M. Woodforde \|\| style="text-align:left;" \| D. Cahill S. Youl     | n.o.                                                                              | n.o.                                                                           |         |         |                                                                                    |                  |
| 1989  | 1/4 de finale J. Kriek \|\| style="text-align:left;" \| D. Cahill M. Kratzmann           | —                                                                                      | —                                                                                       | 2e tour (1/16) B. Drewett \|\| style="text-align:left;" \| G. Raoux É. Winogradsky | 2e tour (1/16) B. Drewett \|\| style="text-align:left;" \| C. Beckman S. Cannon   | n.o.                                                                           | n.o.    |         |                                                                                    |                  |
| 1990  | 1/8 de finale B. Drewett \|\| style="text-align:left;" \| D. Cahill M. Kratzmann         | —                                                                                      | —                                                                                       | 1/8 de finale B. Drewett \|\| style="text-align:left;" \| G. Connell G. Michibata  | 2e tour (1/16) P. Cash \|\| style="text-align:left;" \| A. Castle R. Smith        | n.o.                                                                           | n.o.    |         |                                                                                    |                  |
| 1991  | 1/4 de finale J. Stoltenberg \|\| style="text-align:left;" \| T. Woodbridge M. Woodforde | 1er tour (1/32) J. Stoltenberg \|\| style="text-align:left;" \| V. Flégl G. Prpić      | 1er tour (1/32) J. Stoltenberg \|\| style="text-align:left;" \| J. Fitzgerald A. Järryd | 1er tour (1/32) J. Stoltenberg \|\| style="text-align:left;" \| L. Pimek P. Wekesa | n.o.                                                                              | n.o.                                                                           |         |         |                                                                                    |                  |
| 1992  | 2e tour (1/16) P. Korda \|\| style="text-align:left;" \| S. Davis D. Pate                | 1/2 finale M. Kratzmann \|\| style="text-align:left;" \| J. Hlasek M. Rosset           | 1/4 de finale M. Kratzmann \|\| style="text-align:left;" \| T. Woodbridge M. Woodforde  | 2e tour (1/16) M. Kratzmann \|\| style="text-align:left;" \| R. Båthman R. Bergh   | n.o.                                                                              | n.o.                                                                           |         |         |                                                                                    |                  |
| 1993  | 1/2 finale M. Kratzmann \|\| style="text-align:left;" \| J. Fitzgerald A. Järryd         | 1/4 de finale M. Kratzmann \|\| style="text-align:left;" \| M.-K. Goellner D. Prinosil | 2e tour (1/16) M. Kratzmann \|\| style="text-align:left;" \| A. Boetsch O. Delaitre     | 2e tour (1/16) M. Kratzmann \|\| style="text-align:left;" \| K. Jones J. Lozano    | n.o.                                                                              | n.o.                                                                           |         |         |                                                                                    |                  |
| 1994  | 2e tour (1/16) J. Hlasek \|\| style="text-align:left;" \| H. Holm A. Järryd              | 1/4 de finale D. Pate \|\| style="text-align:left;" \| B. Black J. Stark               | 2e tour (1/16) D. Pate \|\| style="text-align:left;" \| M. Damm K. Nováček              | —                                                                                  | —                                                                                 | n.o.                                                                           | n.o.    |         |                                                                                    |                  |
| 1995  | 1er tour (1/32) D. Cahill \|\| style="text-align:left;" \| R. Leach S. Melville          | —                                                                                      | —                                                                                       | —                                                                                  | —                                                                                 | —                                                                              | —       | n.o.    | n.o.                                                                               |                  |

N.B. : le nom du ou de la partenaire se trouve sous le résultat ; les noms des ultimes adversaires se trouvent à droite.